# Kania microphylla
Kania microphylla là một loài thực vật có hoa trong Họ Đào kim nương. Loài này được (Quisumb. & Merr.) Peter G.Wilson mô tả khoa học đầu tiên năm 1982.